# Філіп Петтус
Філіп Петтус - американський політик. Він виступає як республіканський член Палати представників Алабами.

## Політичне життя
Вперше він був обраний у 2014 році. У 2017 році Петтус оголосив, що він буде баллотуватись на 2018-2022 роки. Він виграв з 62,6% голосів на загальних виборах.

## Особисте життя
Він одружився з дружиною Мері в 1985 році, має трьох дітей.